# Military Service Act 1916
Il Military Service Act 1916 fu una legge del Parlamento britannico emanata durante la prima guerra mondiale che stabiliva il servizio militare obbligatorio.

## Storia
Venne emanata dal Primo Ministro H. H. Asquith nel gennaio 1916 ed entrò in vigore il 2 marzo seguente. In precedenza il governo britannico si era affidato all'arruolamento volontario e successivamente ad una specie di coscrizione morale, nota come Derby Scheme.

## La legge

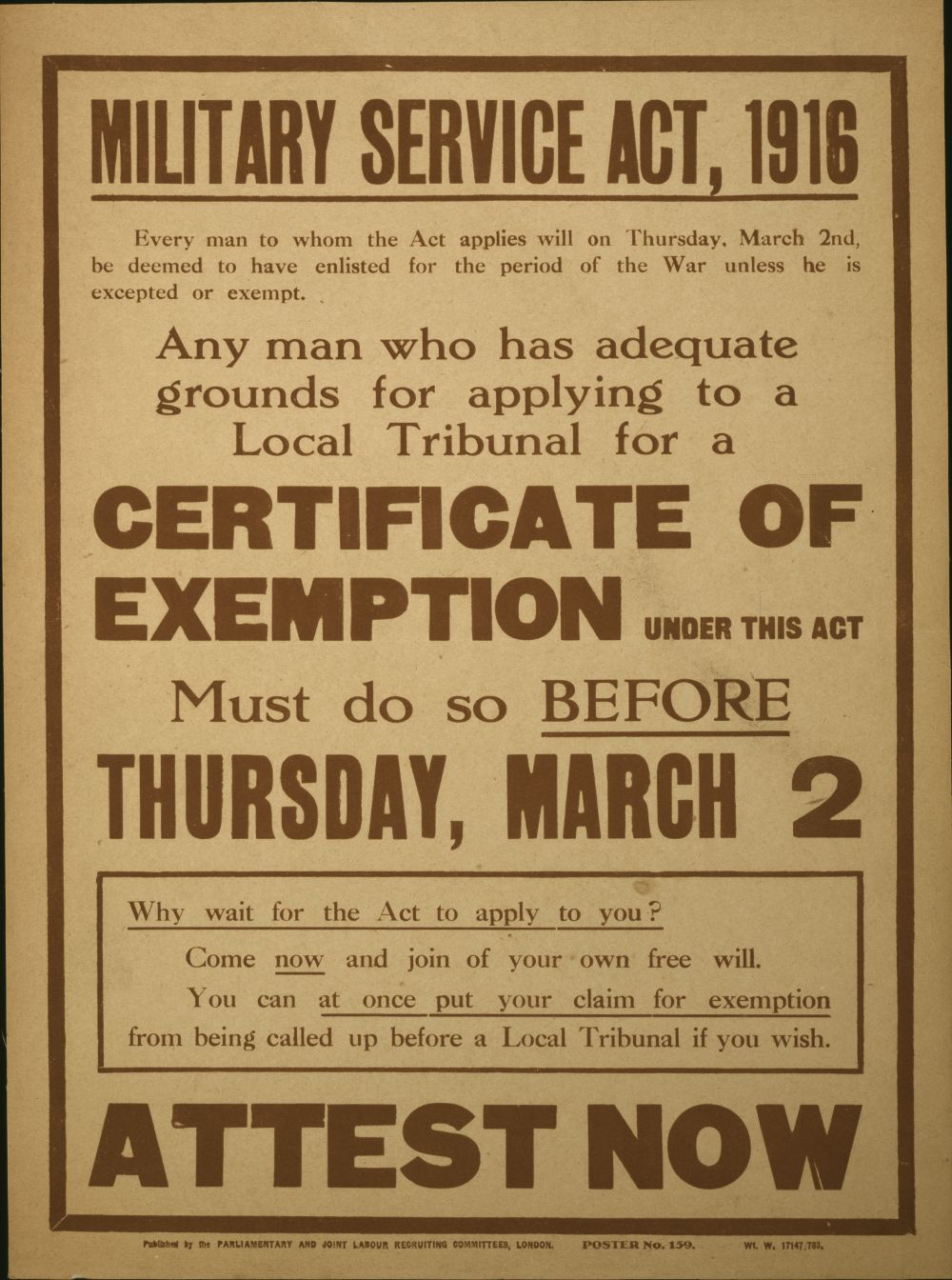
Manifesto del 1916 che pubblicizza la legge

La legge precisava che gli uomini fra i 18 e i 41 anni erano suscettibili di essere chiamati per adempiere al servizio nell'esercito a meno che non fossero sposati, vedovi con figli, in servizio nella Royal Navy, un ministro di culto, o lavorassero in una serie di occupazioni riservate. Una seconda legge del maggio 1916 estese la coscrizione al servizio militare per gli uomini sposati, e una terza legge del 1918 estese il limite di età a 51 anni.
Gli uomini o i datori di lavoro che si opponevano alla convocazione di un individuo potevano fare opposizione a un locale tribunale militare. Questi organismi potevano concedere l'esenzione dal servizio, di solito condizionale o temporanea. C'era il diritto di ricorso ad un appello del Tribunale di Contea.

## La situazione in Irlanda
A causa di considerazioni politiche la legge non si estendeva all'Irlanda che era allora parte del Regno Unito. Quando il governo britannico cercò di imporre la coscrizione anche in Irlanda si giunse ad una crisi che portò un maggiore sostegno al Sinn Féin.